# Cégep Limoilou
Pour les articles homonymes, voir Limoilou (homonymie).
 (août 2016).
 (décembre 2020).
Le Cégep Limoilou est un établissement d'enseignement collégial de Québec fondé en 1967. Il offre des formations pré-universitaires et techniques à plus de 6 000 étudiants inscrits à l'enseignement régulier et à la formation continue. En 2012, il offre une quarantaine de programmes menant au diplôme d'études collégiales, ainsi qu'une vingtaine de programmes plus courts menant à une Attestation d'études collégiales. L'établissement compte près de 750 employés. Le projet éducatif du cégep a pour thème « Le savoir, source de liberté ».

## Histoire
Le Cégep Limoilou a été fondé en 1967, lors de la mise sur pied du réseau des cégeps. Il est né alors du regroupement de l’Institut de technologie de Québec (1907-1967) et de l’Externat classique Saint-Jean-Eudes (1937-1967). Ce dernier établissement continua à exister en tant qu'école secondaire.
À l'automne 2020, le cégep accueille environ 4 431 étudiants à l'enseignement régulier.

## Lieux d'enseignement
Le cégep possède six lieux de formation : 
- le campus de Limoilou (campus principal; anciennement connu en tant que campus de Québec), ouvert depuis 1967 ;
- le campus de Charlesbourg, construit en 1991 sur l'emplacement du Patro de Charlesbourg ;
- le campus des métiers d'art, inauguré en 1994 ;
- la Maison des métiers d'art de Québec ;
- l'Institut québécois d'ébénisterie ;
- l'École de cirque de Québec.

## Programmes
Le Cégep Limoilou offre douze programmes préuniversitaires et 33 programmes techniques menant à l'obtention d'un diplôme d'études collégiales.

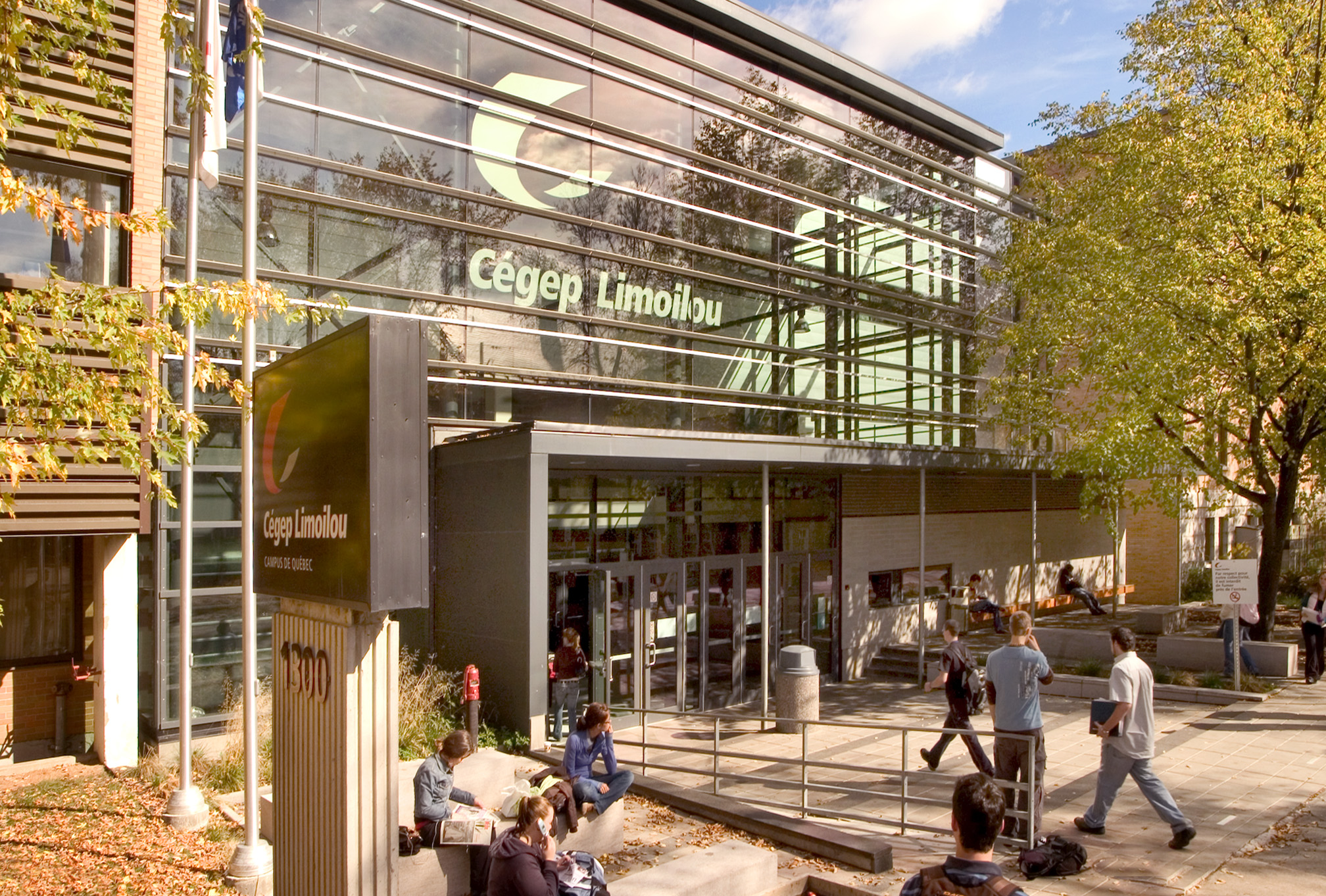
Entrée principale

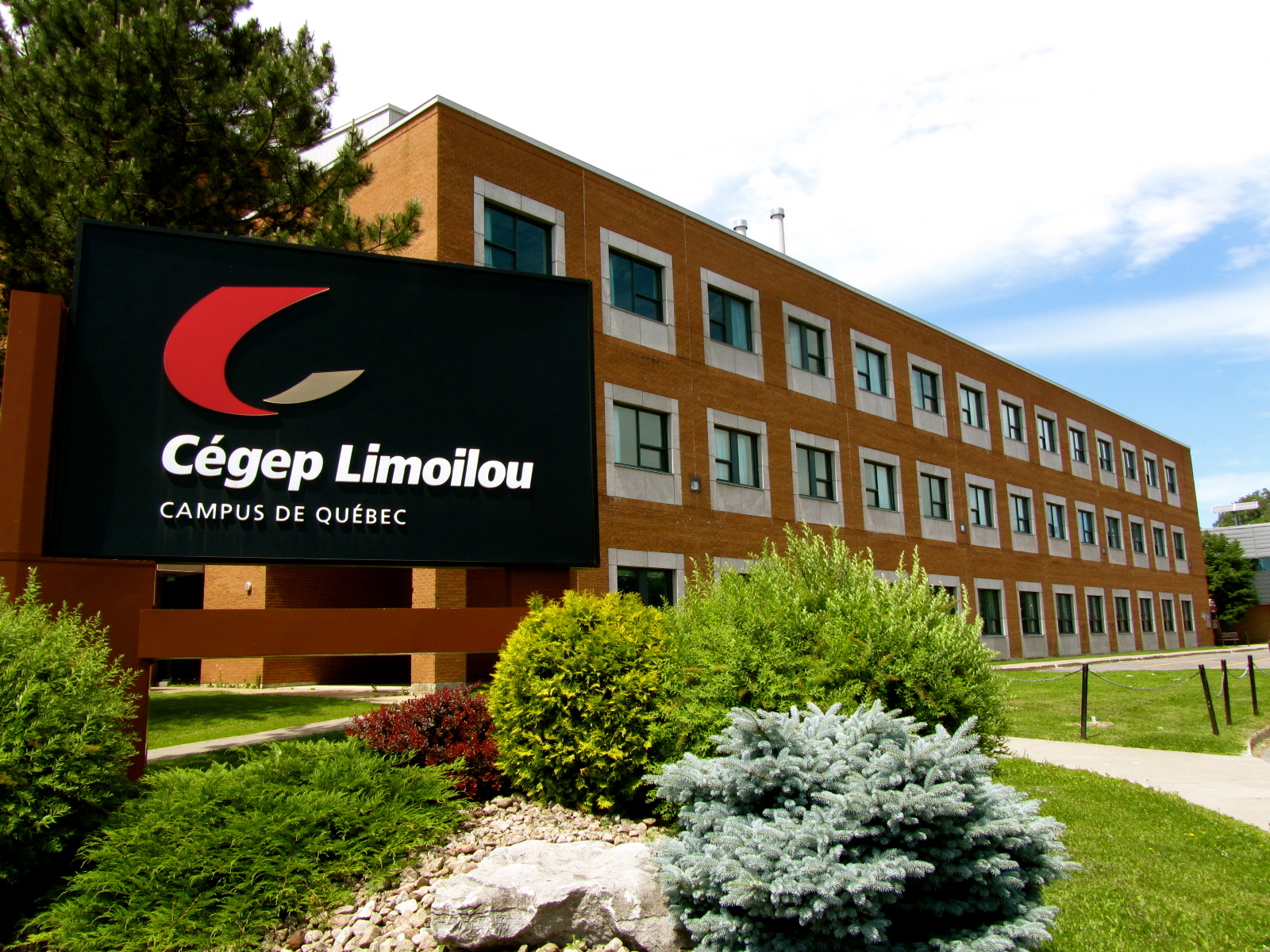
« Campus Québec » du Cégep Limoilou.

### Passerelles DEP-DEC
La passerelle DEP-DEC permet aux étudiants ayant complété un diplôme d’études professionnelles (DEP) de poursuivre leur formation technique dans le même domaine au niveau collégial. Certains cours du DEP sont reconnus, ce qui permet de diminuer la durée du parcours au niveau collégial. 

### Passerelles DEC-BAC
Les passerelles DEC-BAC dans certains programmes permettent d’emprunter la voie de la formation technique et de poursuivre à l’université avec la reconnaissance de certains cours du niveau collégial. Cette reconnaissance peut, dans plusieurs cas, réduire d’une année la durée des études universitaires pour obtenir un baccalauréat.